# Сираш Микола Анатолійович
Микола Анатолійович Сираш (нар. 7 лютого 1999, Чернігів, Україна) — український футболіст, захисник клубу «Локомотив» (Київ). У травні 2024 року був мобілізований до лав ЗСУ, але вже в березні 2025 року відновив спортивну кар'єру.

## Життєпис
Народився в Чернігові. У ДЮФЛУ виступав за «Арсенал» (Біла Церква), БВУФК (Бровари) та «Зірка» (Кропивницький).
Дорослу футбольну кар'єру розпочав 2017 року в «Олімпі» з чемпіонату Чернігівської області. У сезоні 2017/18 років виступав за юнацьку та молодіжну «Зірки», але за першу команду не провів жодного поєдинку. Наступного сезону виступав в аматорському чемпіонаті України за «Авангард» (Корюківка). Напередодні старту сезону 2019/20 років став гравцем «Десни», де виступав за молодіжний склад. В червні 2020 року повернувся до «Авангарда». Наприкінці серпня 2020 року перебрався в «Чернігів», але вже через декілька днів залишив команду. З 2020 по 2022 рік виступав за «Кудрівку» та «Кудрівку-2» в обласних змаганнях та аматорському чемпіонаті України.
23 серпня 2022 року підписав контракт з представником першої ліги України ФК «Чернігів». У футболці «городян» дебютував 27 серпня 2022 року в нічийному (1:1) домашньому поєдинку 1-го туру групи Б Першої ліги проти токмацького «Скорука» на стадіоні «Юність». Микола вийшов на поле в стартовому складі та відіграв увесь матч. Першим голом за «Чернігів» відзначився 23 жовтня 2022 року на 88-й хвилині переможного (2:1) домашнього поєдинку 9-го туру Першої ліги проти «Гірник-Спорту». Сираш вийшов на поле в стартовому складі та відіграв увесь матч.
7 березня 2024 року перейшов до футбольного клубу «Хуст».
7 травня 2024 року Сираш був затриманий ТЦК на хустському вокзалі, доставлений до військкомату та згодом мобілізований. Протягом червня та липня спортсмен проходив підготовку в навчальному центрі «Десна». На початку серпня 2024 року футболіст був відправлений на Харківський напрямок.
3 березня 2025 року був заявлений за футзальний клуб «Олімпік» (Прилуки), виступав у чемпіонаті Чернігівської області з футзалу.
1 серпня 2025 року став гравцем друголігового футбольного клубу «Локомотив» (Київ).

## Статистика виступів
Станом на 7 серпня 2025
| Клуб               | Сезон             | Чемпіонат          | Чемпіонат | Чемпіонат | Кубок | Кубок | Інші  | Інші | Загалом | Загалом |
| Клуб               | Сезон             | Дивізіон           | Матчі     | Голи      | Матчі | Голи  | Матчі | Голи | Матчі   | Голи    |
| ------------------ | ----------------- | ------------------ | --------- | --------- | ----- | ----- | ----- | ---- | ------- | ------- |
| «Чернігів»         | 2022/23           | Перша ліга України | 21        | 2         | 0     | 0     | 0     | 0    | 21      | 2       |
| «Кудрівка»         | 2023/24           | Друга ліга України | 16        | 0         | 3     | 0     | 0     | 0    | 19      | 0       |
| «Хуст»             | 2023/24           | Перша ліга України | 6         | 0         | 0     | 0     | 0     | 0    | 6       | 0       |
| «Локомотив» (Київ) | 2025/26           | Друга ліга України | 1         | 0         | 0     | 0     | 0     | 0    | 1       | 0       |
| Усього за кар'єру  | Усього за кар'єру | Усього за кар'єру  | 44        | 2         | 3     | 0     | 0     | 0    | 47      | 2       |